# Palacio del Podestà (Forlì)
El palazzo del Podestà de Forlì (Italia) se encuentra en Piazza Saffi.
Fue edificado en torno a 1460 sobre las ruinas de un edificio construido dos años antes y que se había derrumbado de repente. Las obras fueron dirigidas por Matteo di Riceputo, tío de Melozzo degli Ambrogi, con un estilo gótico.
La fachada está construida con ladrillos cocidos en el lugar. El pórtico presenta arcos ojivales adornados con capiteles con hojas angulares con la antigua cruz del pueblo y el emblema de los Ordelaffi. Sobre la fachada se encuentra un balcón en la primera planta, realizado alrededor de 1920 para cubrir los restos en la pared de la jaula que colgaba del exterior del palacio en 1426 para exponer a los condenados o sus cadáveres.